# Lisdoonvarna
(Lisdoonvarna, Christy Moore)
Lisdoonvarna (AFI: /ˈl´is ˌduːn´ ˈv´ɑrnə/; in irlandese: Lios Dúin Bhearna, letteralmente "il forte del passo"), è un centro termale di discrete dimensioni del Clare, nella Repubblica d'Irlanda. È situato in pieno Burren, molto vicino al celebre Dolmen di Poulnambrone ed è famoso per la musica e per i suoi festival.
Nel mese di settembre infatti è sede di uno dei più grandi festival canori e musicali di tutta Europa.

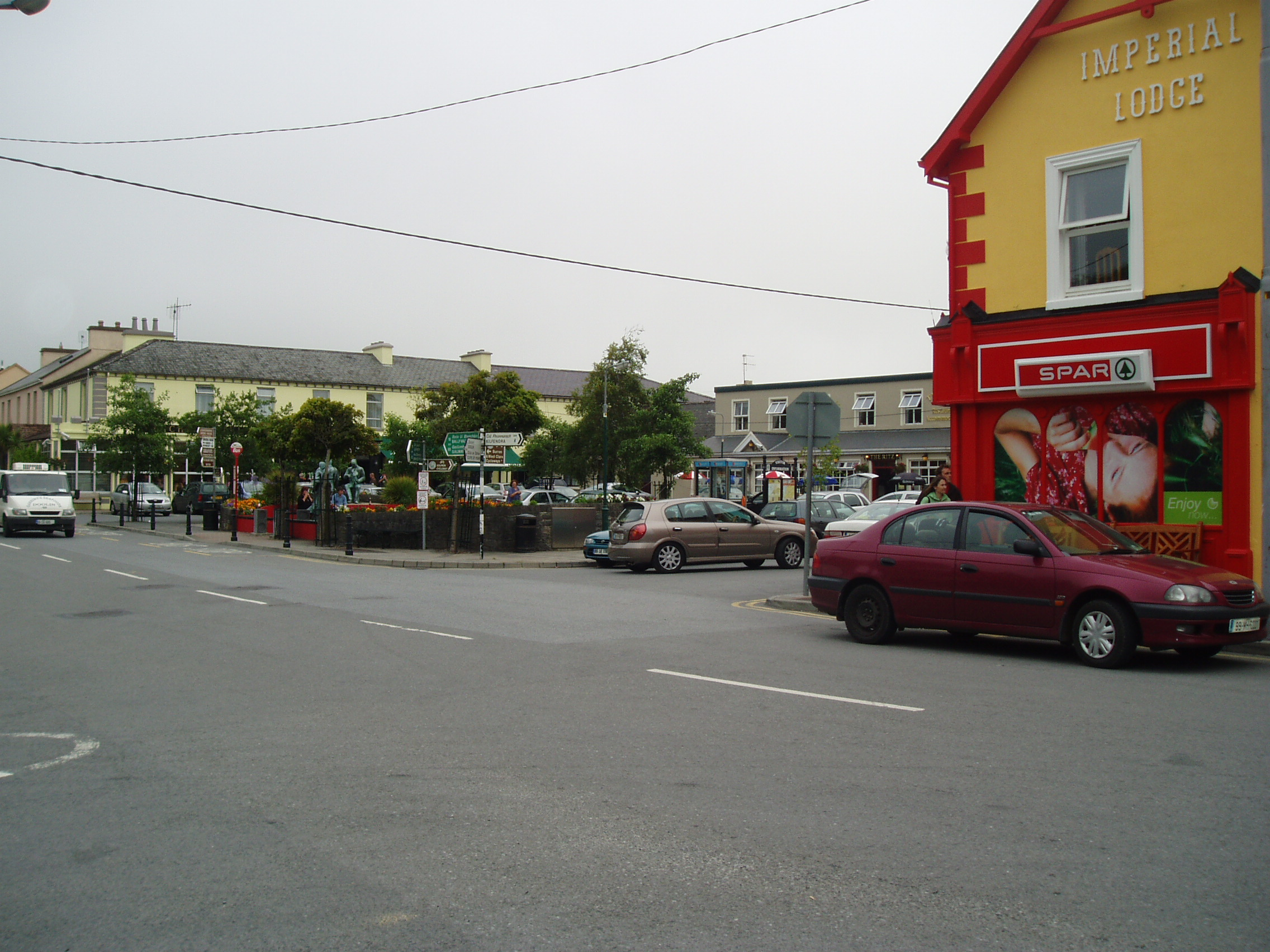
Lisdoonvarna

Durante il festival musicale si svolge il Matchmaking fair, una curiosa manifestazione per chi cerca marito o moglie che ha origini sin dal 1700, quando i proprietari terrieri irlandesi, finiti i lavori estivi nei campi, andavano a riposare nelle terme di Lisdoonvarna e con l'occasione cercavano moglie.
Aneddoto curioso è che Lisdoonvarna è apparsa in varie canzoni: dà infatti il nome al titolo di una creazione musicale del cantante folk irlandese Christy Moore, nella quale si celebra proprio il famoso festival, e viene inoltre citata nella canzone Clan Banlieue dei nostrani Modena City Ramblers.
Il significato del nome gaelico della località sembrerebbe derivare da "lios dúin", un forte che si ritiene corrisponda al green earthen fort di Lissateeaun, che giace a poco meno di 3 km a nord-est del paese, vicino ai resti di un altro castello di epoca normanna.